# Будь ты проклят, если сделаешь это
Damned If You Do (с англ. — «Будь ты проклят, если сделаешь это») — пятая серия первого сезона американского телесериала «Доктор Хаус». Премьера эпизода проходила на канале FOX 14 декабря 2004. Название происходит от фразы из сериала «Будь ты проклят, если сделаешь это, будь ты проклят, если не сделаешь этого» (англ. Damned if you do, damned if you do not). Доктор Хаус дал медикамент, который вызвал у пациента страшную аллергию. Теперь он должен доказать, что аллергия появилась не из-за его ошибки.

## Сюжет
К Хаусу приходят три монахини и просят помочь сестре Августине (Элизабет Митчелл), у которой появились раны на руках, похожие на стигматы. Хаус не верит в стигматы и поэтому уверен, что это аллергия. Другие монахини сообщают, что в монастыре они приобрели новое средство для мытья посуды, которое предположительно и вызвало аллергию. Хаус даёт ей антигистаминный препарат, но сестра Августина начинает задыхаться (аллергическая реакция), поэтому в дополнение Хаус вводит ей адреналин, что вызывает ещё большее ухудшение состояния сестры Августины.
Кадди уверена, что Хаус просто совершил ошибку и ввёл монахине слишком много адреналина. Если за 24 часа Хаус не найдет доказательства, свидетельствующие о его невиновности, то Кадди сообщит о происшествии юристу больницы. Хаус с его командой обсуждают ситуацию в кабинете. Кэмерон предполагает, что монахиня могла иметь синдром Черджа-Стросс. Форман имеет другую и гораздо более простую теорию — ошибка Хауса. Во время компьютерной томографии у сестры Августины случается припадок. Она уверена, что к ней приходил Иисус. Форман замечает у неё сыпь на ноге. Из тестов он узнает, что это герпес, который появился в результате ухудшения состояния иммунной системы. Хаус думает, что у монахини смешанные заболевания соединительной ткани. Он записывает её на гипербарическую оксигенизацию, однако Форман считает эту идею опасной для жизни пациента. Он рассказывает о поступке Хауса Кадди, и она отстраняет Грегори Хауса.
Кадди встречается с Кэмерон, Форманом и Чейзом для обсуждения дела. После этого Хаус расспрашивает Чейза, не скрывает ли сестра Августина что-то. Чтобы узнать больше информации, Хаус посещает женский монастырь, где жила сестра Августина. Одна из «подруг» Августины рассказывает, что и сама сделала себе аборт в 15 лет. На кухне монастыря Хаус узнает, что монахиням подают чай с растением, которое вместе с адреналином вызывает остановку сердца. Однако есть ещё какая-то аллергия, которая и дальше ухудшает состояние сестры. Хаус решает ввести различные аллергены, но ни один не даёт никакой реакции. Между тем сестра Августина полностью уверена, что Бог хочет её смерти, и поэтому хочет вернуться в монастырь. Врачи через рентген находят в её тазу внутриматочное устройство, сделанное из меди (у сестры Августины аллергия именно на медь). При операции врачи удаляют это устройство, которое сама Августина поместила в своё тело много лет назад, чтобы не забеременеть.